# Carlik Jones
Carlik Anthony Jones (Cincinnati, Ohio, 23 de diciembre de 1997) es un baloncestista estadounidense, nacionalizado sursudanés, que juega en el KK Partizan de la ABA Liga y Euroliga. Con 1,83 metros de estatura, juega en la posición de base.

## Trayectoria deportiva

### Universidad
Jugó tres temporadas con los Highlanders de la Universidad de Radford, en las que promedió 15,7 puntos, 4,7 rebotes, 4,7 asistencias y 1,4 robos de balón por partido. Tras ser elegido novato del año de la Big South Conference en 2018 e incluido en los dos años posteriores en el mejor quinteto de la conferencia, en 2020 fue además elegido Jugador del Año, tras promediar 20 puntos, 5,1 rebotes y 5,5 asistencias por partido como júnior.
Dado que Jones estaba programado para graduarse de Radford al final del año escolar 2019-2020, tuvo la opción de ser transferido a otra universidad para su última temporada de elegibilidad atlética, sin tener que ausentarse un año y eligió convertirse en un graduado transferido en lugar de regresar a Radford. Considerado ampliamente como uno de los mejores traslados de graduados disponibles en todo el país, Jones anunció que había elegido la Universidad de Louisville para jugar su última temporada de elegibilidad. Promedió 16,8 puntos, 5,9 rebotes y 4,5 asistencias, por lo que fue incluido en el mejor quinteto de la Atlantic Coast Conference.

#### Estadísticas
| Año     | Equipo     | PJ       | PT       | MPP      | %TC      | %3P      | %TL      | RPP      | APP      | ROB      | TPP      | PPP      |
| ------- | ---------- | -------- | -------- | -------- | -------- | -------- | -------- | -------- | -------- | -------- | -------- | -------- |
| 2016–17 | Radford    | Redshirt | Redshirt | Redshirt | Redshirt | Redshirt | Redshirt | Redshirt | Redshirt | Redshirt | Redshirt | Redshirt |
| 2017–18 | Radford    | 36       | 26       | 30.4     | .413     | .305     | .767     | 3.9      | 3.1      | 1.1      | .2       | 11.8     |
| 2018–19 | Radford    | 31       | 30       | 34.2     | .463     | .247     | .758     | 5.2      | 5.8      | 1.7      | .1       | 15.7     |
| 2019–20 | Radford    | 32       | 31       | 33.0     | .488     | .409     | .814     | 5.1      | 5.5      | 1.4      | .2       | 20.0     |
| 2020–21 | Louisville | 19       | 19       | 37.5     | .402     | .321     | .815     | 4.9      | 4.5      | 1.4      | .1       | 16.8     |
| Total   | Total      | 118      | 106      | 33.2     | .447     | .325     | .790     | 4.7      | 4.7      | 1.4      | .1       | 15.9     |

### Profesional
Tras no ser elegido en el Draft de la NBA de 2021, se unió a la plantilla de los Dallas Mavericks para disputar las Ligas de Verano de la NBA. El 21 de agosto fichó por los Mavs. Sin embargo, fue despedido el 15 de octubre. El 23 de octubre firmó con los Texas Legends de la G League como jugador afiliado. En diez partidos promedió 20,2 puntos, 5,4 rebotes y 4,7 asistencias en 30,8 minutos por partido.
El 23 de diciembre firmó un contrato de 10 días con los Dallas Mavericks. A su término firmó un nuevo contrato de diez días, esta vez con los Denver Nuggets. El 11 de enero regresó a los Texas Legends.
El 23 de octubre de 2022 se unió a la plantilla de los Windy City Bulls de la G League. El 16 de diciembre firmó un contrato dual con los Chicago Bulls. Fue cortado a menos de una semana del comienzo de la temporada 2023-24.
El 1 de noviembre de 2023 firmó con los Zhejiang Golden Bulls de la liga CBA de China.
Después de su paso por los Juegos Olímpicos de París 2024, donde ayudó a Sudán del Sur a conseguir su primera victoria durante la participación debut en el torneo, el 20 de agosto de 2024 se unió al equipo serbio Partizan de Belgrado que disputaba la ABA Liga adriática y la Euroliga.

### Selección nacional
El 9 de agosto de 2023 la selección de Sudán del Sur hizo oficial su incorporación de cara a la Copa Mundial de Baloncesto de 2023. Por lo que durante agosto y septiembre de 2023 fue integrante de la selección de Sudán del Sur que participó en el Mundial de 2023 celebrado en Asia, y que finalizó en decimoséptimo lugar.
Entre julio y agosto de 2024 fue parte de la selección absoluta de Sudán del Sur, que disputó los Juegos Olímpicos de París, finalizando en novena posición.

## Estadísticas de su carrera en la NBA

### Temporada regular
| Año     | Equipo  | PJ | PT | MPP | %TC  | %3P  | %TL   | RPP | APP | ROB | TPP | PPP |
| ------- | ------- | -- | -- | --- | ---- | ---- | ----- | --- | --- | --- | --- | --- |
| 2021-22 | Dallas  | 3  | 0  | 6.3 | .000 | .000 | 1.000 | 1.0 | 1.7 | .3  | .0  | .7  |
| 2021-22 | Denver  | 2  | 0  | 2.0 | .500 | —    | —     | .0  | .0  | .0  | .0  | 1.0 |
| 2022-23 | Chicago | 7  | 0  | 8.0 | .400 | .500 | .625  | .7  | .9  | .3  | .0  | 2.9 |
| Total   | Total   | 12 | 0  | 6.6 | .292 | .429 | .700  | .7  | .9  | .3  | .0  | 2.0 |